# سونيك دريفت
سونيك دريفت (بالإنجليزية: Sonic Drift)‏، هي لعبة فيديو يابانية من نوع سباق السيارات الصغرى، صدرت اللعبة في الأسواق اليابانية سنة 1994، وتعمل حصراً لمنصة جيم جير المحمولة، وهي من تطوير ونشر شركة سيغا.

## روابط خارجية
- سونيك دريفت على موقع IMDb (الإنجليزية)